# 16 juillet 1921
Le samedi 16 juillet 1921 est le 197e jour de l'année 1921.

## Naissances
- Guy Laroche (mort le 17 février 1989), couturier et styliste français
- Henri Spade (mort le 12 novembre 2008), réalisateur, journaliste, metteur en scène, scénariste français
- Eddra Gale (morte le 13 mai 2001), actrice et une chanteuse américaine
- Jean Boinvilliers (mort le 11 mars 1994), homme politique et directeur de journal français
- Bernard Virat (mort le 16 février 2003), vétérinaire et biologiste français
- Ernst Beyeler (mort le 25 février 2010), galeriste, collectionneur d'art et mécène suisse
- Anne-Lise Stern (morte le 6 mai 2013), psychanalyste française
- Bernard W. Rogers (mort le 27 octobre 2008), général américain
- Marie Noppen de Matteis (morte le 31 juillet 2013), artiste peintre italienne devenue belge
- Pierre Mouchenik (mort en 1967), résistant de l'Organisation juive de combat
- Franco Bortolani (mort le 24 mars 2004), homme politique italien

## Décès
- Louis Ernest de Maud'huy (né le 17 février 1857), officier général français, député de la Moselle de 1919 à 1921

## Autres événements
- Création de la République socialiste soviétique autonome d'Adjarie
- Derniers jours des procès de Leipzig
- Sortie du film : The Fall Guy